# Javier Benítez Láinez
Javier Benítez Láinez (Estepona, 18 de enero de 1969) es un escritor español.

## Biografía
Javier Benítez Láinez nació en Estepona el 18 de enero de 1969. Es licenciado en Filología Española por la Universidad de Granada, ciudad en la que reside. Es profesor ELE en el Centro de Lenguas Modernas (Universidad de Granada).

## Obras
Ha publicado diversos libros y plaquetes como Patio de butacas, Día del espectador, Poemas del guiño, Todas las mentiras, y Baile de disfraces. 
Fernando Valverde en el diario El País habla de Todas las mentiras como un libro antológico donde el autor hace un resumen de su visión poética. Ha sido incluido en diversas antologías como Cien Sonetos del Siglo XX (2000) o Vientos de cine (2002), ambas en Ediciones Hiperión. Ha publicado en la colección Vitolas del Anais (2008) la vitola número 69, Cuatro sonetos-rap, y ha aparecido en la antología Todo es Poesía en Granada. Panorama poético (2000-2015). José Martín de Vayas (antólogo). Granada: Esdrújula Ediciones, 2015.

Elisa Sartor, en su libro Viajero sin espera afirma que la poesía de Javier Benítez "se inserta plenamente en la corriente de la poesía de la experiencia en la línea de la ficcionalización del yo poético",  y vincula al autor con la poesía de Javier Egea en el sentido de concebir el libro como una construcción unitaria "con un marcado sesgo narrativo que transparenta la influencia egeniana".

## Actividades
Ganó el XIII Premio Internacional de Poesía Barcarola (Albacete, 1997) con Día del espectador, libro que escribió con una Ayuda a la Creación Literaria del Ministerio de Cultura en 1994. Fue director y fundador de la revista Letra Clara de la Universidad de Granada. Codirigió -junto a Alfonso Salazar- las veladas literarias, Los lunes en verso en los locales de la Asociación Cultural La Tertulia. Fundó en el año 2003 la Asociación Cultural del Diente de Oro, dedicada a la difusión de la obra del poeta Javier Egea, de la que ha sido presidente. Dirigió las colecciones literarias “La Isleta del Moro” y “Vitolas del Anaïs”. Actualmente es editor de la revista digital de cultura y pensamiento olvidos.es.

## Antologías
- Un siglo de sonetos. Jesús Munárriz (Selección y edición). Madrid: Ediciones Hiperión, 2000.
- Viento de cine. El cine en la poesía española (1990-1999). José María Conget (edición y prólogo). Madrid: Ediciones Hiperión, 2002.
- Todo es poesía en Granada. Panorama poético (2000-2015). José Martín de Vayas (antólogo). Granada: Esdrújula Ediciones, 2015.